# Куск, Каспер
Каспер Куск Вангсгор (дат. Kasper Kusk Vangsgaard; род. 10 ноября 1991, Ольборг, Северная Ютландия) — датский футболист, вингер клуба «Силькеборг».
Выступал за сборную Дании.

## Клубная карьера
Куск — воспитанник клуба «Ольборг» из своего родного города. 21 августа 2010 года в матче против «Эсбьерга» он дебютировал в датской Суперлиге. 4 апреля 2012 года в поединке против «Мидтьюлланна» Каспер забил свой первый гол за «Ольборг». 11 ноября 2013 года в матче против «Рандерс» он сделал хет-трик. В 2014 году Куск стал чемпионом и завоевал Кубок Дании. Летом того же года Каспер перешёл в нидерландский «Твенте», подписав контракт на 4 года. Сумма трансфера составила 750 тыс. евро. 9 августа в матче против «Камбюра» он дебютировал в Эредивизи. К концу года Каспер потерял место в основе и продолжил выступления в Эрстедивизи на дублирующий состав.
Летом 2015 года Куск вернулся на родину, подписав контракт с «Копенгагеном». Сумм трансфера составила 1 млн. евро. 26 июля в матче против «Эсбьерга» он дебютировал за новый клуб. 13 сентября в поединке против своего бывшего клуба «Ольборга» Каспер забил свой первый гол за «Копенгаген». Со столичным клубом он дважды выиграл чемпионат и национальный кубок.
В начале 2018 года Куск вернулся в «Ольборг».

## Международная карьера
26 января 2013 года в товарищеском матче против сборной Канады Куск дебютировал за сборную Дании.

## Статистика

### Матчи Куска за сборную Дании
| Матчи Куска за сборную Дании | Матчи Куска за сборную Дании | Матчи Куска за сборную Дании | Матчи Куска за сборную Дании | Матчи Куска за сборную Дании | Матчи Куска за сборную Дании |
| ---------------------------- | ---------------------------- | ---------------------------- | ---------------------------- | ---------------------------- | ---------------------------- |
| №                            | Дата                         | Соперник                     | Счёт                         | Голы Куска                   | Соревнование                 |
| 1                            | 5 июня 2013                  | Грузия                       | 2:1                          | —                            | Товарищеский матч            |
| 2                            | 14 августа 2013              | Польша                       | 2:3                          | —                            | Товарищеский матч            |
| 3                            | 15 октября 2013              | Мальта                       | 6:0                          | —                            | Чемпионат мира 2014 (отбор)  |
| 4                            | 15 ноября 2013               | Норвегия                     | 2:1                          | —                            | Товарищеский матч            |
| 5                            | 5 марта 2014                 | Англия                       | 0:1                          | —                            | Товарищеский матч            |
| 6                            | 22 мая 2014                  | Венгрия                      | 2:2                          | —                            | Товарищеский матч            |
| 7                            | 28 мая 2014                  | Швеция                       | 1:0                          | —                            | Товарищеский матч            |
| 8                            | 3 сентября 2014              | Турция                       | 1:2                          | —                            | Товарищеский матч            |

Итого: 8 матчей / 0 голов; 4 победы, 1 ничья, 3 поражения.

## Достижения
Командные
«Ольборг»
- Чемпионат Дании по футболу — 2013/2014
- Обладатель Кубка Дании — 2013/2014

«Копенгаген»
- Чемпионат Дании по футболу — 2015/16, 2016/17
- Обладатель Кубка Дании — 2015/16, 2016/17